# Kang Kum-song
Kang Kum-song (kor. 강금성; ur. 1 maja 1998) – północnokoreański zapaśnik walczący w stylu wolnym. Zajął szesnaste miejsce na mistrzostwach świata w 2018. Wicemistrz igrzysk azjatyckich w 2018. Złoty medalista mistrzostw Azji w 2018 i srebrny w 2019 roku.